# Chiesa di Santa Maria della Pietà e San Giovanni Battista
La Chiesa di Santa Maria della Pietà e San Giovanni Battista è un luogo di culto storico di Procida, situato in Piazza Marina Grande.

## Storia
Nel 1616 i proprietari di barche e feluche dell'isola, aggregati nel Pio Monte dei Marinai, chiesero al viceré Duca d'Osuna di poter edificare una piccola chiesa, dedicata a Santa Maria della Pietà. Ottenuto l'assenso, la chiesetta venne completata tre anni dopo. Ebbe un primo ampliamento verso la fine del Seicento e un secondo intorno al 1760, con la chiesetta più antica che venne inglobata nella sacrestia. Molteplici interventi di restauro, ma non di ingradimento si ebbero nel corso dei due secoli successivi.

## Descrizione
La chiesa è composta da una sola navata, voltata a botte, con due cappelle per lato di scarsa profondità, transetto e abside. Al di sopra del transetto si eleva su uno slanciato tamburo la cupola, ornata sui peducci da pregevoli stucchi settecenteschi.
Ulteriori complessi decorativi in stucco fattura si ammirano al di sopra delle cappelle del transetto, i cui pregiati altari in marmi commessi sono sormontati da due tele (Madonna delle Grazie con i Santi Francesco di Paolo e Leonardo a sinistra, Madonna del Carmine con i Santi Andrea, Caterina d'Alessandria e Margherita a destra) realizzate nel 1722 dal pittore Antonio Fumo. Al di sopra dell'ingresso vi è un'elegante cantoria tardo-settecentesca, ornata da specchiature con motivi fogliacei dorati, sulla quale è posizionato un pregevole organo coevo.
Tra le quattro cappelle laterali quella che più attira lo sguardo, grazie al ricco rivestimento in marmi commessi e brecce, è quella di San Nicola (raffigurato sopra l'altare in una statua ottocentesca di cartapesta). Sulla parete sinistra della navata, appena prima del transetto, è collocato un pulpito in radica di noce, opera eseguita nel 1744-1745 dall'ebanista Agostino Fucito, sui disegni di Giovanni del Gaizo.
L'abside è dominato dall'imponente altare maggiore scolpito intorno al 1766 da Antonio Di Lucca, sopra il quale si innalza il tempietto che ospita il settecentesco gruppo in legno policromo della Pietà. Il medesimo soggetto è presente anche in una tela di Domenico Guarino esposta nella navata. Nell'invaso della chiesa, nella sacrestia e negli altri locali si conservano ulteriori opere d'arte (dipinti, sculture lignee e arredi) che spaziano dal XVI al XX secolo, non attribuiti.